# Бернардацци, Александр Александрович
Александр Александрович Бернардацци или «А. Бернардацци — младший» (2 мая 1871 — июнь 1931) — русский архитектор, автор построек в Санкт-Петербурге, Екатеринбурге, Перми и Харбине.

## Биография

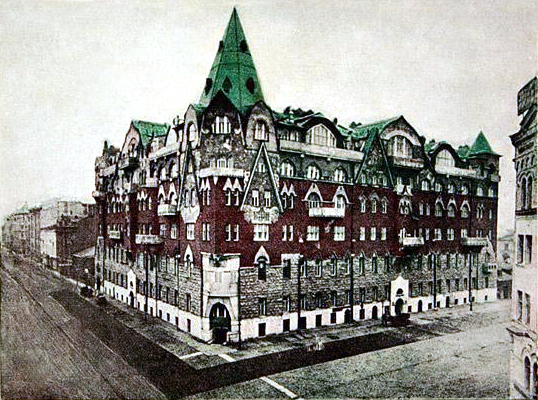
«Дом-сказка» в Санкт-Петербурге

Родился в семье известного архитектора А. О. Бернардацци, много строившего в Одессе и Кишинёве. В семье было пятеро детей, Александр был вторым. Обучался в Высшем художественном училище при Императорской академии художеств и «за отличные познания в искусстве и науках» удостоен в 1903 году звания художника-архитектора. Некоторое время работает как «вольный художник» — по его проекту строится несколько доходных домов, в том числе — в 1910 году — знаменитый «Дом-сказка»
. В 1911 году принят на должность архитектора департамента народного просвещения. В 1915—1917 по проекту А. А. Бернардацци строится здание «6-й Санкт-Петербургской гимназии имени наследника цесаревича и великого князя Алексея Николаевича».
Преподаёт на Высших женских архитектурных курсах Е. Ф. Багаевой, Женских политехнических курсах. Член «Общества Интимного театра», один из создателей литературно-артистического кабаре «Бродячая собака».
В 1916—1917 годы принимал участие в строительстве Пермского университета, а также (совместно с братом Е. А. Бернардацци) стал автором проекта здания Горного института в Екатеринбурге. Здание так и не было достроено. В связи с необходимостью присутствовать на этих стройках, 1 июля (18 июня) 1917 отбыл в длительную командировку и в Петроград уже не вернулся.
Известно, что в 1921 году А. А. Бернардацци работал в Харбине.
Как написала харбинская газета по поводу его смерти, Бернардацци «пользовался огромной популярностью в Харбине. Здесь ему принадлежит целый ряд построек, выполненных с чрезвычайным вкусом. Так, например, по его проекту выстроен особняк Ковальского в Новом Городе — одно из лучших зданий Харбина. Здесь, в созданной им студии „Лотос“, он сумел объединить вокруг себя самых разнообразных людей, объединить не только на почве искусства, но главным образом на почве удивительно человечных отношений, чуждых всякой сухости и меркантильного расчёта».
Умер в Харбине не позднее 14 июня 1931 года.

## Проекты в Санкт-Петербурге
- Английский проспект, д.№ 27/улица Союза Печатников, д.№ 27 — доходный дом Н. Ф. и Ф. Ф. Комиссаржевских и гимназия О. К. Витмер. Перестройка и расширение. 1906.
- Улица Декабристов, д.№ 60/Английский проспект, д.№ 21 — доходный дом П. И. Кольцова. 1909—1910. (Сохранились дворовые корпуса).
- Улица Ломоносова, д.№ 5/Торговый переулок, д.№ 2а — здание гимназии им. наследника цесаревича Алексея Николаевича. 1914—1916.